# (38023) 1998 MO39
1998 MO39 (asteroide 38023) é um asteroide da cintura principal. Possui uma excentricidade de 0.20824050 e uma inclinação de 12.91866º.
Este asteroide foi descoberto no dia 26 de junho de 1998 por Eric Walter Elst em La Silla.